# Harry L. Rattenberry
Harry L. Rattenberry (Sacramento, California; 14 de diciembre de 1857 – Los Ángeles, California; 9 de diciembre de 1925) fue un actor estadounidense. 

## Biografía
Rattenberry nació en Sacramento, California, y murió en Los Ángeles, California. Sus padres fueron William Henry Rattenberry y Mary Ann Broomhead, exesposa del notable misionero mormón Cyrus H. Wheelock.
Apareció en más de 120 películas entre 1913 y 1925. Las actuaciones de Rattenberry en el escenario incluyeron trabajos con las sociedades anónimas de los teatros Alcazar, Central y Tivoli de San Francisco.
La esposa de Rattenberry, Cora, murió en julio de 1910.

## Filmografía parcial
- Lucille Love, Girl of Mystery (1914)
- Wanted: A Leading Lady (1915)
- Where the Heather Blooms (1915)
- Love and a Savage (1915)
- Some Chaperone (1915)
- Oliver Twist (1916)
- A Marked Man (1917)
- '49–'17 (1917)
- The Mysterious Mr. Tiller (1917)
- Indiscreet Corinne (1917)
- High Speed (1917)
- Limousine Life (1918)
- Almost Married (1919)
- The Poor Simp (1920)
- The Broken Spur (1921)
- A Motion to Adjourn (1921)
- Watch Your Step (1922)
- The Weak-End Party (1922)
- Soul of the Beast (1923)
- The Printer's Devil (1923)
- Zeb vs. Paprika (1924)
- The Dramatic Life of Abraham Lincoln (1924)